# Замостье (Толмачёвское городское поселение)
Замостье — деревня в Толмачёвском городском поселении Лужского района Ленинградской области.

## История
Впервые упоминается в писцовых книгах Шелонской пятины 1571 года, как деревня Замостье — 2 ½ обжи, сенокос на реке Сабе, в Дремяцком погосте Новгородского уезда.
Деревня Замостье обозначена на карте Санкт-Петербургской губернии Ф. Ф. Шуберта 1834 года.

ЗАМОСТЬЕ — деревня принадлежит дворянину Ивану Вишнякову, число жителей по ревизии: 10 м. п., 13 ж. п.

и штабс-капитану Дмитрию Вишнякову, число жителей по ревизии: 3 м. п., 2 ж. п. (1838 год)

Деревня Замостье отмечена на карте профессора С. С. Куторги 1852 года.

ЗАМОСТЬЕ — деревня господина Быкова, по просёлочной дороге, число дворов — 6, число душ — 33 м. п. (1856 год)

ЗАМОСТЬЕ — деревня, число жителей по X-ой ревизии 1857 года: 16 м. п., ? ж. п.

ЗАМОСТЬЕ — деревня владельческая при озере Красногорском, число дворов — 6, число жителей: 23 м. п., 23 ж. п. (1862 год)

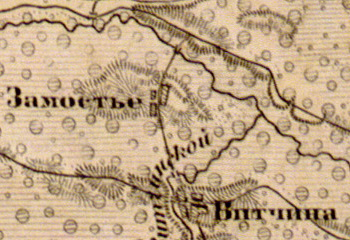
Деревня Замостье на карте 1863 года

Согласно подворной описи 1882 года:

ЗАМОСТЬЕ — деревня Польского общества Красногорской волости
  
домов — 20, душевых наделов — 23, семей — 12, число жителей — 28 м. п., 30 ж. п.; разряд крестьян — собственники

Согласно материалам по статистике народного хозяйства Лужского уезда 1891 года, имение при селении Замостье площадью 2025 десятин принадлежало купцу А. П. Вернандеру, имение было приобретено в 1885 году за 4000 рублей.
В XIX — начале XX века деревня административно относилась к Красногорской волости 2-го земского участка 1-го стана Лужского уезда Санкт-Петербургской губернии.
По данным «Памятной книжки Санкт-Петербургской губернии» за 1905 год деревня Замостье входила в Польское сельское общество.

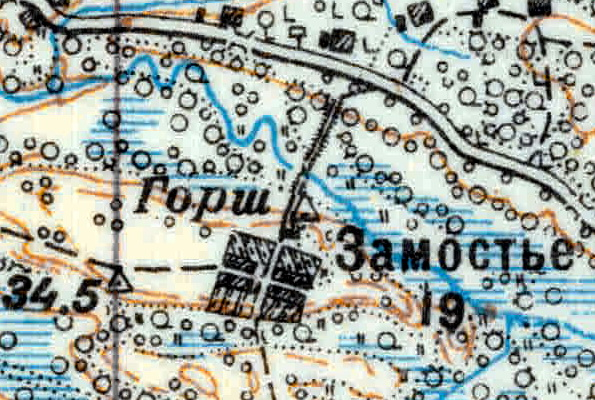
Деревня Замостье на карте 1926 года

В 1926 году деревня насчитывала 19 крестьянских дворов.
По данным 1933 года деревня Замостье входила в состав Ветчинского сельсовета Лужского района.
Деревня была освобождена от немецко-фашистских оккупантов 10 февраля 1944 года.
По данным 1966 и 1973 годов деревня Замостье входила в состав Красногорского сельсовета.
По данным 1990 года деревня Замостье входила в состав Толмачёвского сельсовета
В 1997 году в деревне Замостье Толмачёвской волости проживали 12 человек, в 2002 году — 16 человек (все русские).
В 2007 году в деревне Замостье Толмачёвского ГП проживали 7 человек.

## География
Деревня расположена в северной части района на автодороге 41К-698 (Высокая Грива — Ветчины — Именицы).
Расстояние до административного центра поселения — 42 км.
Расстояние до ближайшей железнодорожной станции Толмачёво — 35 км.
Деревня находится на левом берегу реки Саба.

## Демография
| 1838 | 1862 | 1997 | 2007 | 2010 | 2017 |
| ---- | ---- | ---- | ---- | ---- | ---- |
| 28   | ↗46  | ↘12  | ↘7   | ↘4   | ↗5   |